# Kroatische Eishockeyliga 1991/92
Die Saison 1991/92 war die erste Spielzeit der kroatischen Eishockeyliga, der höchsten kroatischen Eishockeyspielklasse. Meister wurde zum ersten Mal in der Vereinsgeschichte der KHL Zagreb.

## Modus
In der Hauptrunde absolvierte jede der drei Mannschaften insgesamt sechs Spiele. Der Erstplatzierte der Hauptrunde wurde Meister. Für einen Sieg erhielt jede Mannschaft zwei Punkte, bei einem Unentschieden gab es einen Punkt und bei einer Niederlage null Punkte.

## Hauptrunde
|    | Klub                 | Sp | S | U | N | Tore  | Punkte |
| -- | -------------------- | -- | - | - | - | ----- | ------ |
| 1. | KHL Zagreb           | 6  | 6 | 0 | 0 | 56:8  | 12     |
| 2. | KHL Medveščak Zagreb | 6  | 1 | 2 | 3 | 20:36 | 4      |
| 3. | KHL Mladost Zagreb   | 6  | 0 | 2 | 4 | 13:44 | 2      |